# فطيرة الكاري
فطيرة الكاري او نفخة الكاري (بالإنجليزية: Curry puff) «وليس الكَرِي» هي وجبة خفيفة من أصل جنوب شرق آسيا، وعبارة عن فطيرة صغيرة تتكون من الكاري مع الدجاج والبطاطا المقلية المقلية او المخبوزة في قشرة من المعجنات. يكون قوام عجين الكاري سميكًا جدًا لمنعه من التسرب. كما ان كلمة (puff-泡) او البوف بوف [الإنجليزية] مأخوذة من لهجة فوجيان الصينية وتعني «فقاعة - نُفّاخة - نَفّاطَة». إنها وجبة خفيفة من جنوب شرق آسيا لأنها تحتوي على مكونات هندية او صينية او ماليزية.
على الرغم من أن أصول هذه الوجبة الخفيفة غير مؤكدة، إلا أنه يُعتقد أنها نشأت في منطقة جنوب شرق آسيا البحرية ويرجع ذلك جزئيًا إلى التأثيرات المختلفة لفطيرة اللحم البريطانية والإمباندا البرتغالية  والسمبوسة الهندية خلال الحقبة الاستعمارية. تعتبر فطيرة الكاري واحدة من انواع المعجنات المنفوخة (Puff Pastries) ذات الحشوات [الإنجليزية] المختلفة، على الرغم من أنها الآن (الكاري) هي الأكثر شيوعًا. تشمل الأصناف الشائعة الأخرى البيض وسمك السردين  والخضراوات الجذرية والبصل أو الحشوات الحلوة مثل اليام. يتم الاستمتاع بأنواع مختلفة من فطائر الكاري في جميع أنحاء جنوب شرق آسيا والهند.

## إندونيسيا

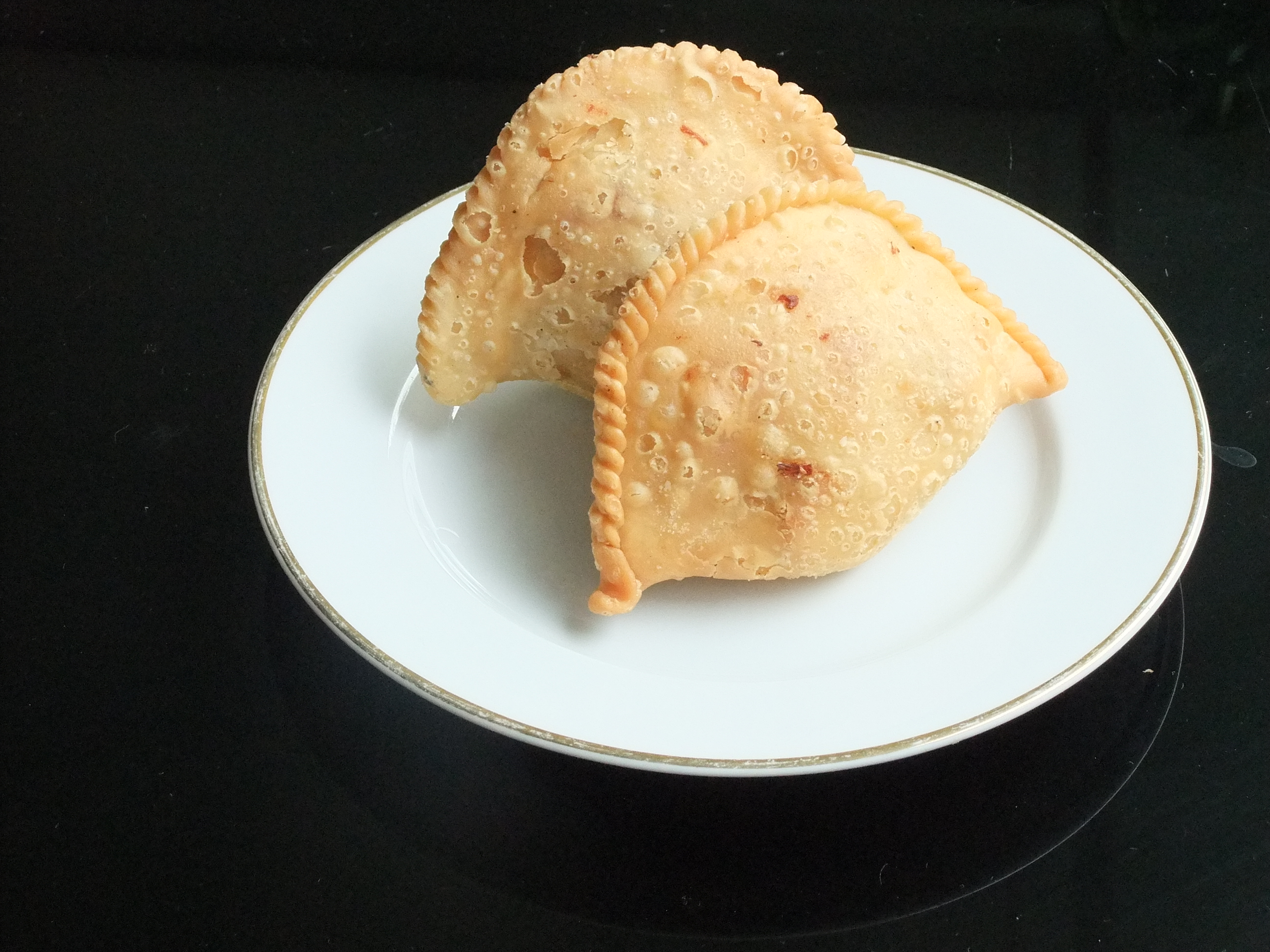
فطيرة باستيل إندونيسية مع الخضار ولحم البقر بالداخل.

في إندونيسيا تُعرف فطيرة الكاري باسم فطيرة باستيل [الإنجليزية]، على الرغم من أن الباستيل لا تحتوي بالضرورة على أي مسحوق كاري.

## ماليزيا

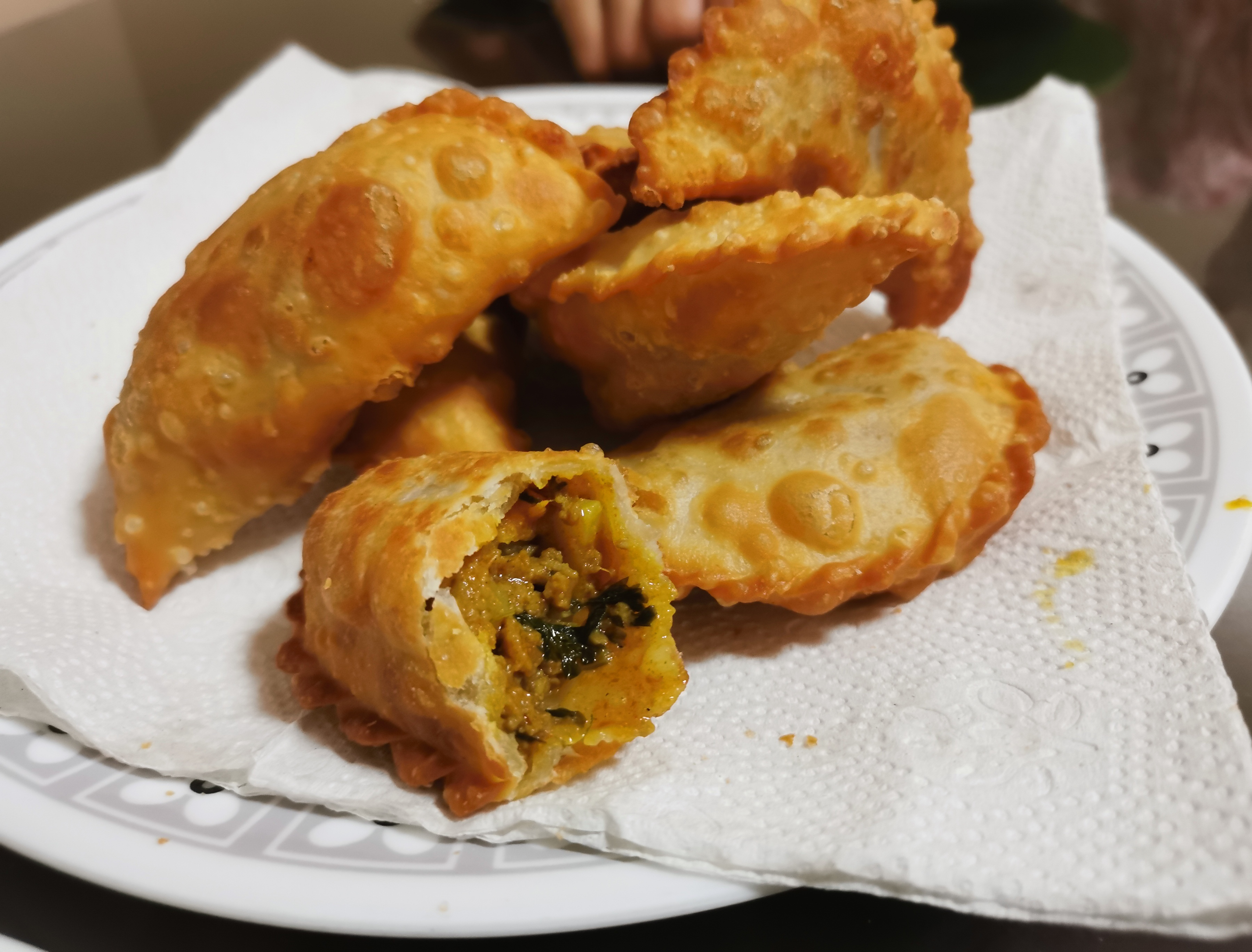
فطيرة الكاري من ماليزيا

في ماليزيا تُعرف فطيرة الكاري باسم كاريباب (Karipap) وتُباع مقلية طازجة في العديد من المخابز الماليزية والصينية والهندية واسواق البازار أو حتى أكشاك الطعام في الشوارع. تختلف فطائر الكاري عن فطائر إيبوك إيبوك (Epok-Epok) في المخابز الهندية في استخدام معجنات قشرة قشارية (Flaky Crust) أي طبقات من القشرة في نفس العجينة.
الأنواع الأخرى من إيبوك إيبوك تُحشوا بنصف بيضة مسلوقة بدلاً من الدجاج او سمك السردين المعلب. هناك أيضًا فطائر الكاري النباتي غير الحار والمصنوع من الفجل المبشور وجبن التوفو والبطاطا والجزر المبشور. غالبًا ما يتم تناولها مع صلصة الفلفل الحلو [الإنجليزية].
إلى جانب ذَلك فإن جميع أنواع الكاريباب في ماليزيا لا تحتوي على مسحوق الكاري. تساهم المعجنات المنتفخة الإقليمية في مهرجان الفسيفساء الطهوية الثقافية (culinary mosaic) في البلاد، مع لمسات فريدة تعكس الأذواق المحلية. أحد الأمثلة على ذلك هو كاريباب إيكان (Karipap Ikan) أو تيموزا (Temosa)، وهي فطيرة تعتمد على الأسماك وتتمتع بشعبية في مناطق الساحل الشرقي في تيرينجانو وبهنج وكيلانتان. يضيف مزيج المأكولات البحرية نكهة بحرية مميزة تلبي تفضيلات سكان المناطق الساحلية.
في صباح وهي ولاية معروفة بتنوعها الطهوي، يحتل طبق كاريباب بيهون (Karipap Bihun) وفطيرة باستيل [الإنجليزية] مركز الصدارة. يتضمن هذا التنوع بشكل إبداعي شعرية الأرز [الإنجليزية] كحشوة، مما يوفر تباينًا تركيبيًا مع الفطائر الخشنة [الإنجليزية]. والنتيجة هي مزيج من النكهات التي تعكس التأثيرات الثقافية الغنية الموجودة في ولاية صباح.

## الهند
في مخابز طعام المطبخ الهندي من الشائع جدًا العثور على فطيرة الكاري النباتية مع الخضار مثل البطاطا والجزر والبصل كحشوات. فطيرة البيض وفطيرة الدجاج وفطيرة لحم البقر هي أيضًا أنواع أخرى متوفرة في المخابز الهندية.

## ميانمار (بورما)
فطيرة الكاري هي وجبة خفيفة شائعة تباع في الأحياء الصينية ومحلات الشاي في جميع أنحاء ميانمار، حيث تُعرف باسم بي ثا مونت (ဘဲသားမုန့်; تترجم حرفيا. duck meat pastry). الحشوة التقليدية هي لحم البط والبطاطا المتبلة بكرم مصالحة والبصل والفلفل الحار المطحون والثوم والزنجبيل.

## سنغافورة
تُرى فطائر الكاري بشكل شائع في بازار مالام [الإنجليزية] والمخابز وأكشاك الطعام في مراكز التسوق. بالإضافة إلى ذلك فإن فطائر إيبوك إيبوك المذكورة أعلاه تُعد تنوع شائع في بعض مراكز الباعة المتجولين في سنغافورة، وعادةً بين الأكشاك الماليزية. بدلاً من ذلك النوع الأكثر شيوعاً من فطيرة الكاري عجينته ذات قشرة سميكة أو قشارية (طبقات من القشرة) على الطريقة الإنجليزية، مع مزيج من الأنماط الصينية والهندية في الحشوة.
يمكن أيضًا تصنيفها إلى فطائر مصنوعة يدويًا او منتجة آليًا بكميات كبيرة على شكل مثلث او دائري او شكل ملفوف. يحظى كلا النوعين بشعبية كبيرة في سنغافورة، على الرغم من أن البعض قد يجادل بأن الأول عادةً ما يكون أكثر لذة. يُشار عادةً إلى الاختلافات في فطيرة الكاري بعلامات صبغية ملونة على جانب الفطيرة.
قد يتم تقديم وجبات خفيفة أخرى على غرار مفهوم فطيرة الكاري والتي قد تكون عبارة عن حلويات منفوخة (Desserts puff) على سبيل المثال: فطيرة مع اليام او الدوريان او الذرة ولوبياء مقرنة او ناتا دي كوكو [الإنجليزية] او هلام العشب [الإنجليزية] او بيضة في السلة [الإنجليزية] وحتى حشوات الكسترد، وغيرها الكثير.
إلى جانب الحشوات الغريبة المذكورة، هناك أيضًا المزيد من النكهات التقليدية التي تحظى بشعبية كبيرة لدى السكان المحليين. هذه الفطائر متوفرة بسهولة في سنغافورة، والتي تشمل السردين والدجاج بالفلفل الأسود وحشوات التونة. تقوم شركة اولد تشانغ كي [الإنجليزية] في سنغافورة ببيع فطائر الكاري منذ أكثر من 60 عامًا ولديها الآن منافذ بيع في جميع أنحاء سنغافورة وماليزيا وإندونيسيا وأستراليا والمملكة المتحدة.

## تايلاند

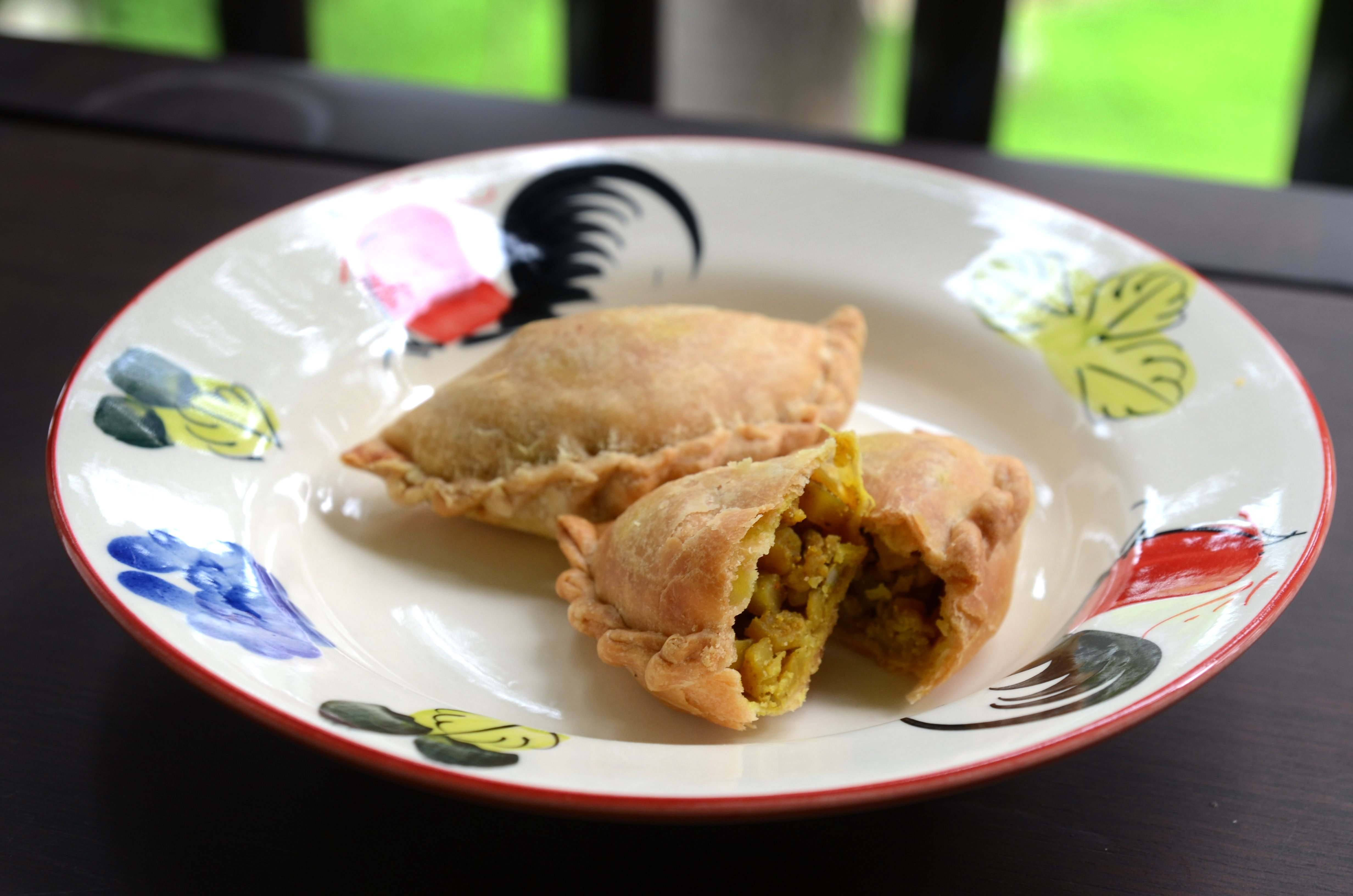
في مطبخ تايلاندي يحتوي الكاريباب عادةً على الدجاج والبطاطا والبصل ومسحوق الكاري فقط.

في تايلاند تُعرف فطيرة الكاري باسم (กะหรี่ปั๊บ). يُفترض أنه تعرض للتعديل من طعام الباستيل البرتقالي [الإنجليزية]، وقد وصل إلى تايلاند خلال فترة مملكة أيوثايا في عهد الملك ناري [الإنجليزية] (1633-1688) من الطاهية البرتغالية اليابانية البنغالية ماريا جويومار دي بينها [الإنجليزية] إلى جانب العديد من الحلويات التايلاندية [الإنجليزية] مثل ثونغ ييب [الإنجليزية] وثونغ يوت [الإنجليزية] وسلاسل البيض [الإنجليزية] ولوك تشوب. المناطق البارزة التي تحظى بشعبية الكاريباب هي منطقة موآك ليك [الإنجليزية] ومقاطعة سارابوري في وسط تايلاند [الإنجليزية]  حيث تستخدم حشوة الدوريان.

## المكونات
مجموعة من المكونات الرئيسية لوصفة فطيرة الكاري:
- مسحوق الكاري
- البطاطا
- قطعة صغيرة من البيض المسلوق
- اللحوم: عادةً لحم البقر أو الدجاج
- بصل
- عجين الفطائر
- جبنة كريمية: تستخدم بشكل رئيسي في الاختلافات الأمريكية في الطعام
- سمك السردين

## أنظر أيضًا
- خبز الكاري
- مسحوق الكاري
- كاري
- إمبنادة
- فطائر اللحم
- عجينة منتفخة (عجين الفطائر)
- سمبوسة
- قطايف